# Đội tuyển bóng đá nữ quốc gia San Marino
Đội tuyển bóng đá nữ quốc gia San Marino chưa được FIFA công nhận, cũng như chưa từng có trận đấu chính thức nào. Việc thành lập đội tuyển nữ là một vấn đề nan giải do bóng đá không phải là môn thể thao phổ biến nhất tại đây, trong khi liên đoàn bóng đá quốc gia cũng không có một đội ngũ chuyên biệt cho bóng đá nữ.

## Bối cảnh
Bóng đá là môn thể thao phổ biến thứ tư trong số các môn thể thao của nữ, trong đó đứng đầu là bóng chuyền. Vào năm 2006, có 65 cầu thủ nữ được đăng ký tại San Marino, 48 trong số đó là cầu thủ trên 17 tuổi. Cũng trong năm này có 16 câu lạc bộ bóng đá nam tại quốc gia này, và một trong số đó cho phép cầu thủ nữ thi đấu cùng các cầu thủ nam.
Liên đoàn bóng đá San Marino không có nhân viên toàn thời gian dành riêng cho bóng đá nữ. Dưới 5% ngân sách liên đoàn dành cho bóng đá nữ, so với 22% dành cho nam và 9% cho các giải đấu trẻ.